# هیوبو (ژنرال)
هیوپ-بو، یک ژنرال زاده بویو از پدران و بنیانگذاران امپراتوری گوگوریو است.

## تاریخچه
هنگامی که پادشاه دونگ میونگ از بویو فرار کرد، او -ای ماری را همراهی کرد.
برخلاف اوی (烏伊) ماری (摩離) که سابقه شرکت در جنگ و انجام کمک‌های شایسته را دارد، هیچ مدرکی دال بر شرکت او در جنگ یافت نشده است و به نظر می‌رسد که او به عنوان یک کارمند دولت خدمت کرده است.
در بیست و دومین سال سلطنت پادشاه یوریمیونگ (سال ۳ میلادی)، در حالی که در مقام دائه بو بود، به پادشاه یوریمیونگ مشاوره داد و به مقام گوان وون، معادل یک باغبان، تنزل مقام یافت. بنابراین کینه به دل گرفت و گوگوریو را ترک کرد تا به جنوب برود.

## تصویرسازی مدرن
- 《 سریال جومونگ 》 ( MBC, 2006-2007, بازیگر : Lim Dae-ho )